# Mexikó az 1976. évi nyári olimpiai játékokon
Mexikó a kanadai Montréalban megrendezett 1976. évi nyári olimpiai játékok egyik részt vevő nemzete volt. Az országot az olimpián 17 sportágban 97 sportoló képviselte, akik összesen 2 érmet szereztek.

## Érmesek
| Érem  | Versenyző       | Sportág   | Versenyszám           |
| ----- | --------------- | --------- | --------------------- |
| Arany | Daniel Bautista | Atlétika  | Férfi 20 km gyaloglás |
| Bronz | Juan Paredes    | Ökölvívás | Pehelysúly            |

## Atlétika
Férfi
| Versenyző       | Versenyszám     | Előfutam | Előfutam | Előfutam | Elődöntő | Elődöntő | Elődöntő | Döntő    | Döntő    |
| Versenyző       | Versenyszám     | Idő      | Hely.    | Össz.    | Idő      | Hely.    | Össz.    | Idő      | Helyezés |
| --------------- | --------------- | -------- | -------- | -------- | -------- | -------- | -------- | -------- | -------- |
| Luis Hernández  | 5000 m          | 13:36,42 | 6.       | 15.      |          |          |          | kiesett  | kiesett  |
| Luis Hernández  | 10 000 m        | 28:44,17 | 8.       | 23.      |          |          |          | kiesett  | kiesett  |
| Rodolfo Gómez   | 10 000 m        | 30:05,19 | 11.      | 32.      |          |          |          | kiesett  | kiesett  |
| Rodolfo Gómez   | 5000 m          | 13:46,23 | 5.       | 28.      |          |          |          | kiesett  | kiesett  |
| Rodolfo Gómez   | Maraton         |          |          |          |          |          |          | 2:18:21  | 19.      |
| Mario Cuevas    | Maraton         |          |          |          |          |          |          | 2:18:08  | 18.      |
| José Cartas     | 110 m gát       | 14,56    | 7.       | 21.      | kiesett  | kiesett  | kiesett  | kiesett  | kiesett  |
| Daniel Bautista | 20 km gyaloglás |          |          |          |          |          |          | 1:24:40  |          |
| Domingo Colín   | 20 km gyaloglás |          |          |          |          |          |          | kizárták | kizárták |
| Raúl González   | 20 km gyaloglás |          |          |          |          |          |          | 1:28:18  | 5.       |

## Birkózás
Szabadfogású
| Versenyző    | Versenyszám | 1. forduló                         | 2. forduló                                      | 3. forduló                   | 4. forduló        | 5. forduló        | 6. forduló        | Döntő             | Helyezés    |
| Versenyző    | Versenyszám | Ellenfél Eredmény                  | Ellenfél Eredmény                               | Ellenfél Eredmény            | Ellenfél Eredmény | Ellenfél Eredmény | Ellenfél Eredmény | Ellenfél Eredmény | Helyezés    |
| ------------ | ----------- | ---------------------------------- | ----------------------------------------------- | ---------------------------- | ----------------- | ----------------- | ----------------- | ----------------- | ----------- |
| Jorge Frias  | 48 kg       | Sobhan Rouhi (IRI) · kétvállas     | Kim Hvagjong (Kim Hwa-gyeong) (KOR) · kétvállas | kiesett                      | kiesett           | kiesett           |                   | kiesett           | helyezetlen |
| Moises López | 57 kg       | Amrik Singh Gill (GBR) · kétvállas | Risto Darlev (YUG) · kétvállas                  | Jorge Ramos (CUB) · kizárták | kiesett           | kiesett           | kiesett           | kiesett           | helyezetlen |

## Cselgáncs
| Versenyző       | Versenyszám | Csoport | 32-es főtábla            | Nyolcaddöntő      | Negyeddöntő       | Elődöntő          | Vigaszág negyeddöntő | Vigaszág elődöntő | Bronz- mérkőzés   | Döntő             | Helyezés |
| Versenyző       | Versenyszám | Csoport | Ellenfél Eredmény        | Ellenfél Eredmény | Ellenfél Eredmény | Ellenfél Eredmény | Ellenfél Eredmény    | Ellenfél Eredmény | Ellenfél Eredmény | Ellenfél Eredmény | Helyezés |
| --------------- | ----------- | ------- | ------------------------ | ----------------- | ----------------- | ----------------- | -------------------- | ----------------- | ----------------- | ----------------- | -------- |
| Gerardo Padilla | Könnyűsúly  | B       | Tuncsik József (HUN) · V | kiesett           | kiesett           | kiesett           |                      |                   |                   |                   | 18.      |

## Evezés
Férfi
| Versenyző          | Versenyszám  | Előfutam | Előfutam | Vigaszág | Vigaszág | Elődöntő | Elődöntő | Döntő   | Döntő   | Döntő   | Helyezés    |
| Versenyző          | Versenyszám  | Idő      | Hely.    | Idő      | Hely.    | Idő      | Hely.    | Típus   | Idő     | Hely.   | Helyezés    |
| ------------------ | ------------ | -------- | -------- | -------- | -------- | -------- | -------- | ------- | ------- | ------- | ----------- |
| Federico Scheffler | Egypárevezős | 7:32,55  | 5.       | 7:37,98  | 6.       | kiesett  | kiesett  | kiesett | kiesett | kiesett | helyezetlen |

## Kajak-kenu
Férfi
| Versenyző                        | Versenyszám         | Előfutam | Előfutam | Előfutam | Vigaszág | Vigaszág | Vigaszág | Elődöntő | Elődöntő | Elődöntő | Döntő   | Döntő    |
| Versenyző                        | Versenyszám         | Idő      | Hely.    | Össz.    | Idő      | Hely.    | Össz.    | Idő      | Hely.    | Össz.    | Idő     | Helyezés |
| -------------------------------- | ------------------- | -------- | -------- | -------- | -------- | -------- | -------- | -------- | -------- | -------- | ------- | -------- |
| Juan Bostelmann Hermelindo Soto  | Kajak kettes 500 m  | 1:48,88  | 6.       | 16.      | 1:45,82  | 3.       | 5.       | 1:44,65  | 6.       | 17.      | kiesett | kiesett  |
| Juan Bostelmann Hermelindo Soto  | Kajak kettes 1000 m | 3:44,00  | 6.       | 19.      | 3:40,25  | 5.       | 14.      | kiesett  | kiesett  | kiesett  | kiesett | kiesett  |
| Roberto Altamirano Juan Martínez | Kenu kettes 500 m   | 2:08,15  | 7.       | 12.      | 2:00,52  | 4.       | 8.       | kiesett  | kiesett  | kiesett  | kiesett | kiesett  |
| Roberto Altamirano Juan Martínez | Kenu kettes 1000 m  | 4:12,31  | 8.       | 14.      | 3:59,04  | 4.       | 8.       | kiesett  | kiesett  | kiesett  | kiesett | kiesett  |

## Kerékpározás

### Országúti kerékpározás
Férfi
| Versenyző                                                       | Versenyszám     | Idő             | Helyezés      |
| --------------------------------------------------------------- | --------------- | --------------- | ------------- |
| Rubén Camacho                                                   | Mezőnyverseny   | 4:54:49 (+7:57) | 45.           |
| José Castañeda                                                  | Mezőnyverseny   | nem ért célba   | nem ért célba |
| Luis Rosendo Ramos                                              | Mezőnyverseny   | nem ért célba   | nem ért célba |
| Rodolfo Vitela                                                  | Mezőnyverseny   | nem ért célba   | nem ért célba |
| José Castañeda Ceferino Estrada Francisco Huerta Rodolfo Vitela | Csapat időfutam | 2:18:48 (+9:55) | 18.           |

## Kosárlabda

### Férfi
| Mexikói férfi kosárlabdacsapat-játékoskeret                                                    | Mexikói férfi kosárlabdacsapat-játékoskeret                                                       |
| ---------------------------------------------------------------------------------------------- | ------------------------------------------------------------------------------------------------- |
| - Rubén Alcala - Antonio Ayala - Samuel Campis - Jorge Flores - Jesús García - Arturo Guerrero | - Gabriel Nava - Rafael Palomar - Manuel Raga - Anastacio Reyes - Héctor Rodríguez - Manuel Sáenz |

#### Eredmények
Csoportkör
A csoport
| Csapat            | M | Gy | V | P+  | P–  | Pk   | P  |
| ----------------- | - | -- | - | --- | --- | ---- | -- |
| Szovjetunió (URS) | 5 | 5  | 0 | 542 | 380 | +162 | 10 |
| Kanada (CAN)      | 5 | 4  | 1 | 446 | 416 | +30  | 9  |
| Kuba (CUB)        | 5 | 3  | 2 | 448 | 402 | +46  | 8  |
| Ausztrália (AUS)  | 5 | 2  | 3 | 472 | 481 | –9   | 7  |
| Mexikó (MEX)      | 5 | 1  | 4 | 461 | 511 | –50  | 6  |
| Japán (JPN)       | 5 | 0  | 5 | 370 | 549 | –179 | 5  |

| 1976. július 18. | Mexikó (MEX) | 77 – 120 | Szovjetunió (URS) |  |
| 1976. július 18. | (40–61)      |          |                   |  |

| 1976. július 19. | Mexikó (MEX) | 108 – 90 | Japán (JPN) |  |
| 1976. július 19. | (57–41)      |          |             |  |

| 1976. július 21. | Mexikó (MEX) | 117 – 120 | Ausztrália (AUS) |  |
| 1976. július 21. | (58–57)      |           |                  |  |

| 1976. július 23. | Mexikó (MEX) | 75 – 89 | Kuba (CUB) |  |
| 1976. július 23. | (39–47)      |         |            |  |

| 1976. július 24. | Mexikó (MEX) | 84 – 92 | Kanada (CAN) |  |
| 1976. július 24. | (43–45)      |         |              |  |

A 9. helyért
| 1976. július 27. | Puerto Rico (PUR) | 89 – 84 | Mexikó (MEX) |  |
| 1976. július 27. | (39–32)           |         |              |  |

| Csapat       | Helyezés |
| ------------ | -------- |
| Mexikó (MEX) | 10.      |

## Labdarúgás
| Mexikói labdarúgócsapat-játékoskeret | Mexikói labdarúgócsapat-játékoskeret |
| --- | --- |
| - José Luis Caballero - Mario Carrillo - Guillermo Cosio - Carlos García - Antonio Hernández - Jorge López - Gabriel Márquez - Alfredo Navarrete | - Víctor Rangel - Javier Regalado - Eduardo Rergis - Ernesto de la Rosa - Hugo Sánchez - Héctor Tapia - Rafael Toribio - Bardomiano Viveros |

### Eredmények
Csoportkör
B csoport
| Csapat        | M | Gy | D | V | G+ | G– | Gk | P |
| ------------- | - | -- | - | - | -- | -- | -- | - |
| Franciaország | 3 | 2  | 1 | 0 | 9  | 3  | +6 | 5 |
| Izrael        | 3 | 0  | 3 | 0 | 3  | 3  | 0  | 3 |
| Mexikó        | 3 | 0  | 2 | 1 | 4  | 7  | –3 | 2 |
| Guatemala     | 3 | 0  | 2 | 1 | 2  | 5  | –3 | 2 |

| 1976. július 19. 12:00 |

| Franciaország (FRA)                             | 4–1               | Mexikó      |
| ----------------------------------------------- | ----------------- | ----------- |
| Schaer 14' Baronchelli 33' Rubio 78' Amisse 90' | (2–0) Jegyzőkönyv | Sánchez 81' |

| Lansdowne Park, Ottawa Nézőszám: 14 286 Játékvezető: Ángel Norberto Coerezza (argentin) |

| 1976. július 21. 12:00 |

| Mexikó (MEX)             | 2–2               | Izrael                                 |
| ------------------------ | ----------------- | -------------------------------------- |
| Rangel 19' 44' López 67′ | (1–0) Jegyzőkönyv | Oz 51' 89′ Shum 55' (11-esből) Lev 67′ |

| Olimpiai Stadion, Montréal Nézőszám: 36 569 Játékvezető: Alberto Michelotti (olasz) |

| 1976. július 23. 12:00 |

| Mexikó (MEX)         | 1–1               | Guatemala         |
| -------------------- | ----------------- | ----------------- |
| Rangel 36' Cosio 75′ | (1–1) Jegyzőkönyv | Rergis 8' (öngól) |

| Municipal Stadium, Sherbrooke Nézőszám: 4 118 Játékvezető: Marian Kustoń (lengyel) |

| Csapat       | Helyezés |
| ------------ | -------- |
| Mexikó (MEX) | 9.       |

## Lovaglás
Díjugratás
| Versenyző                                                     | Ló                                   | Versenyszám | 1. forduló | 1. forduló | 2. forduló   | 2. forduló   | Összesen | Összesen |
| Versenyző                                                     | Ló                                   | Versenyszám | Pont       | Hely.      | Pont         | Hely.        | Pont     | Helyezés |
| ------------------------------------------------------------- | ------------------------------------ | ----------- | ---------- | ---------- | ------------ | ------------ | -------- | -------- |
| Carlos Aguirre                                                | Consejero                            | Egyéni      | 6,00       | 9.         | visszalépett | visszalépett | 6,00     | 19.      |
| Luis Razo                                                     | Pueblo                               | Egyéni      | 33,50      | 40.        | kiesett      | kiesett      | 33,50    | 40.      |
| Fernando Senderos                                             | Jet Run                              | Egyéni      | 11,75      | 21.        | kiesett      | kiesett      | 11,75    | 21.      |
| Fernando Hernández Carlos Aguirre Luis Razo Fernando Senderos | Fascination Consejero Pueblo Jet Run | Csapat      | 31,75      | 5.         | 44,50        | 8.           | 76,25    | 8.       |

Lovastusa
| Versenyző                                                           | Ló                                    | Versenyszám | Díjlovaglás | Díjlovaglás | Tereplovaglás | Tereplovaglás | Díjugratás | Díjugratás | Végeredmény | Végeredmény |
| Versenyző                                                           | Ló                                    | Versenyszám | Bünt.       | Hely.       | Bünt.         | Hely.         | Bünt.      | Hely.      | Bünt.       | Helyezés    |
| ------------------------------------------------------------------- | ------------------------------------- | ----------- | ----------- | ----------- | ------------- | ------------- | ---------- | ---------- | ----------- | ----------- |
| David Bárcena                                                       | Cachibache                            | Egyéni      | 87,09       | 21.         | nem ért célba | nem ért célba | kiesett    | kiesett    | kiesett     | kiesett     |
| Maríano Bucio                                                       | Cocaleco                              | Egyéni      | 108,75      | 44.         | kizárták      | kizárták      | kiesett    | kiesett    | kiesett     | kiesett     |
| Juan Roberto Redon                                                  | Arrupe                                | Egyéni      | 105,41      | 42.         | 574,00        | 35.           | 20,00      | 25.        | 699,41      | 29.         |
| José Luis Pérez Soto                                                | Fascinante                            | Egyéni      | 104,59      | 40.         | kizárták      | kizárták      | kiesett    | kiesett    | kiesett     | kiesett     |
| David Bárcena Maríano Bucio Juan Roberto Redon José Luis Pérez Soto | Cachibache Cocaleco Arrupe Fascinante | Csapat      | 297,09      | 12.         | nem ért célba | nem ért célba | kiesett    | kiesett    | kiesett     | kiesett     |

## Műugrás
Férfi
| Versenyző         | Versenyszám        | Selejtező | Selejtező | Döntő   | Döntő    |
| Versenyző         | Versenyszám        | Pont      | Helyezés  | Pont    | Helyezés |
| ----------------- | ------------------ | --------- | --------- | ------- | -------- |
| Porfirio Becerril | Egyéni műugrás     | 484,41    | 17.       | kiesett | kiesett  |
| Carlos Girón      | Egyéni műugrás     | 547,14    | 6.        | 523,59  | 7.       |
| Carlos Girón      | Egyéni toronyugrás | 540,75    | 4.        | 513,93  | 8.       |
| Ricardo Velarde   | Egyéni toronyugrás | 438,48    | 19.       | kiesett | kiesett  |

Női
| Versenyző     | Versenyszám        | Selejtező | Selejtező | Döntő   | Döntő    |
| Versenyző     | Versenyszám        | Pont      | Helyezés  | Pont    | Helyezés |
| ------------- | ------------------ | --------- | --------- | ------- | -------- |
| Norma Baraldi | Egyéni műugrás     | 336,12    | 23.       | kiesett | kiesett  |
| Norma Baraldi | Egyéni toronyugrás | 278,31    | 25.       | kiesett | kiesett  |
| Déborah Weil  | Egyéni toronyugrás | 332,70    | 13.       | kiesett | kiesett  |

## Ökölvívás
| Versenyző         | Versenyszám | Selejtező                 | 32-es főtábla              | Nyolcaddöntő              | Negyeddöntő                               | Elődöntő                  | Döntő             | Helyezés |
| Versenyző         | Versenyszám | Ellenfél Eredmény         | Ellenfél Eredmény          | Ellenfél Eredmény         | Ellenfél Eredmény                         | Ellenfél Eredmény         | Ellenfél Eredmény | Helyezés |
| ----------------- | ----------- | ------------------------- | -------------------------- | ------------------------- | ----------------------------------------- | ------------------------- | ----------------- | -------- |
| Ernesto Rios      | Légsúly     | Alfredo Pérez (VEN) · 0-5 | kiesett                    | kiesett                   | kiesett                                   | kiesett                   | kiesett           | 24.      |
| Juan Paredes      | Pehelysúly  | erőnyerő                  | Raimundo Alves (BRA) · 5-0 | Odagiri Jukio (JPN) · 3-2 | Cshö Cshungil (Choi Chung-Il) (KOR) · 4-1 | Ángel Herrera (CUB) · 0-5 | kiesett           |          |
| Nicolás Arredondo | Középsúly   |                           | Siraj Din (PAK) · RSC      | kiesett                   | kiesett                                   | kiesett                   | kiesett           | 14.      |

## Sportlövészet
Nyílt
| Versenyző          | Versenyszám           | Pont | Helyezés |
| ------------------ | --------------------- | ---- | -------- |
| Javier Padilla     | Szabadpisztoly        | 531  | 39.      |
| Olegario Vázquez   | Sportpuska, fekvő     | 592  | 10.      |
| Olegario Vázquez   | Sportpuska, összetett | 1130 | 32.      |
| Justo Fernández    | Trap                  | 168  | 29.      |
| Fernando Walls     | Trap                  | 158  | 37.      |
| Juan Bueno         | Skeet                 | 189  | 30.      |
| Miroslaw Switalski | Skeet                 | 187  | 41.      |

## Súlyemelés
| Versenyző      | Versenyszám | Szakítás | Szakítás | Lökés    | Lökés    | Összesen | Helyezés |
| Versenyző      | Versenyszám | Eredmény | Helyezés | Eredmény | Helyezés | Összesen | Helyezés |
| -------------- | ----------- | -------- | -------- | -------- | -------- | -------- | -------- |
| Andrés Santoyo | 60 kg       | 112,5    | 6.       | 137,5    | 11.      | 250,0    | 9.       |

## Torna
Női
| Versenyző       | Versenyszám      | Selejtező | Selejtező | Döntő    | Döntő    |
| Versenyző       | Versenyszám      | Pontszám  | Helyezés  | Pontszám | Helyezés |
| --------------- | ---------------- | --------- | --------- | -------- | -------- |
| Teresa Díaz     | Talaj            | 17,35     | 86.       | kiesett  | kiesett  |
| Teresa Díaz     | Ugrás            | 17,50     | 84.       | kiesett  | kiesett  |
| Teresa Díaz     | Felemás korlát   | 17,70     | 83.       | kiesett  | kiesett  |
| Teresa Díaz     | Gerenda          | 16,80     | 85.       | kiesett  | kiesett  |
| Teresa Díaz     | Egyéni összetett | 69,35     | 85.       | kiesett  | kiesett  |
| Patricia García | Talaj            | 17,55     | 84.       | kiesett  | kiesett  |
| Patricia García | Ugrás            | 17,40     | 86.       | kiesett  | kiesett  |
| Patricia García | Felemás korlát   | 17,45     | 85.       | kiesett  | kiesett  |
| Patricia García | Gerenda          | 15,95     | 86.       | kiesett  | kiesett  |
| Patricia García | Egyéni összetett | 68,35     | 86.       | kiesett  | kiesett  |

## Úszás
Férfi
| Versenyző                                                       | Versenyszám            | Előfutam | Előfutam | Előfutam | Elődöntő | Elődöntő | Elődöntő | Döntő   | Döntő    |
| Versenyző                                                       | Versenyszám            | Idő      | Hely.    | Össz.    | Idő      | Hely.    | Össz.    | Idő     | Helyezés |
| --------------------------------------------------------------- | ---------------------- | -------- | -------- | -------- | -------- | -------- | -------- | ------- | -------- |
| Guillermo García                                                | 200 m gyors            | 1:58,20  | 5.       | 35.      |          |          |          | kiesett | kiesett  |
| Eduardo Pérez                                                   | 200 m gyors            | 1:59,53  | 5.       | 37.      |          |          |          | kiesett | kiesett  |
| Ignacio Álvarez                                                 | 100 m hát              | 1:00,80  | 5.       | 26.      | kiesett  | kiesett  | kiesett  | kiesett | kiesett  |
| Ignacio Álvarez                                                 | 200 m hát              | 2:11,08  | 5.       | 24.      |          |          |          | kiesett | kiesett  |
| José Urueta                                                     | 200 m hát              | 2:09,74  | 4.       | 20.      |          |          |          | kiesett | kiesett  |
| José Urueta                                                     | 100 m hát              | 1:00,85  | 4.       | 27.      | kiesett  | kiesett  | kiesett  | kiesett | kiesett  |
| Gustavo Lozano                                                  | 100 m mell             | 1:08,89  | 5.       | 28.      | kiesett  | kiesett  | kiesett  | kiesett | kiesett  |
| Gustavo Lozano                                                  | 200 m mell             | 2:31,89  | 6.       | 23.      |          |          |          | kiesett | kiesett  |
| José Luis Prado                                                 | 100 m pillangó         | 59,16    | 6.       | 35.      | kiesett  | kiesett  | kiesett  | kiesett | kiesett  |
| Ricardo Marmolejo                                               | 200 m pillangó         | 2:08,88  | 4.       | 29.      |          |          |          | kiesett | kiesett  |
| Ricardo Marmolejo                                               | 400 m vegyes           | 4:45,30  | 5.       | 24.      |          |          |          | kiesett | kiesett  |
| Guillermo Zavala                                                | 400 m vegyes           | 4:49,55  | 7.       | 29.      |          |          |          | kiesett | kiesett  |
| Guillermo García Eduardo Pérez Guillermo Zavala José Luis Prado | 4 × 200 m gyorsváltó   | 8:05,12  | 5.       | 14.      |          |          |          | kiesett | kiesett  |
| Ignacio Álvarez Gustavo Lozano José Luis Prado Guillermo García | 4 × 100 m vegyes váltó | 4:02,69  | 6.       | 12.      |          |          |          | kiesett | kiesett  |

Női
| Versenyző       | Versenyszám | Előfutam | Előfutam | Előfutam | Elődöntő | Elődöntő | Elődöntő | Döntő   | Döntő    |
| Versenyző       | Versenyszám | Idő      | Hely.    | Össz.    | Idő      | Hely.    | Össz.    | Idő     | Helyezés |
| --------------- | ----------- | -------- | -------- | -------- | -------- | -------- | -------- | ------- | -------- |
| Beatriz Camuñas | 100 m mell  | 1:20,46  | 5.       | 32.      | kiesett  | kiesett  | kiesett  | kiesett | kiesett  |
| Beatriz Camuñas | 200 m mell  | 2:50,78  | 6.       | 33.      |          |          |          | kiesett | kiesett  |

## Vitorlázás
Nyílt
| Versenyző                 | Versenyszám     | Futam | Futam  | Futam | Futam | Futam | Futam  | Futam | Pontszám | Helyezés |
| Versenyző                 | Versenyszám     | 1     | 2      | 3     | 4     | 5     | 6      | 7     | Pontszám | Helyezés |
| ------------------------- | --------------- | ----- | ------ | ----- | ----- | ----- | ------ | ----- | -------- | -------- |
| Daniel Mújica             | Finn dingi      | 23,0  | 25,0   | 13,0  | 11,7  | 18,0  | (27,0) | 25,0  | 115,7    | 18.      |
| Javier Prieto Javier Ruiz | Repülő hollandi | 24,0  | (26,0) | 25,0  | 24,0  | 23,0  | 26,0   | 26,0  | 148,0    | 20.      |

## Vízilabda
| Mexikói férfi vízilabdacsapat-játékoskeret                                                                            | Mexikói férfi vízilabdacsapat-játékoskeret                                     |
| --- | ------------------------------------------------------------------------------ |
| - Maximiliano Aguilar - Víctorino Beristain - Jorge Coste - Armando Fernández - Francisco García - Juan Manuel García | - Daniel Gómez - Javier Guerra - Alfred Schmidt - Arturo Valencia - Juan Yañez |

### Eredmények
Csoportkör
B csoport
| Csapat            | M | Gy | D | V | G+ | G– | Gk  | P |
| ----------------- | - | -- | - | - | -- | -- | --- | - |
| Hollandia (NED)   | 3 | 3  | 0 | 0 | 14 | 10 | +4  | 6 |
| Románia (ROU)     | 3 | 1  | 1 | 1 | 18 | 14 | +4  | 3 |
| Szovjetunió (URS) | 3 | 1  | 1 | 1 | 14 | 12 | +2  | 3 |
| Mexikó (MEX)      | 3 | 0  | 0 | 3 | 10 | 20 | –10 | 0 |

| 1976. július 18. | Hollandia (NED)      | 5 – 3 | Mexikó (MEX) |  |
| 1976. július 18. | (1–1, 1–1, 2–0, 1–1) |       |              |  |
| 1976. július 18. | Landeweerd 2         |       | Fernández 2  |  |

| 1976. július 19. | Románia (ROU)        | 8 – 3 | Mexikó (MEX)    |  |
| 1976. július 19. | (4–1, 1–1, 2–1, 1–0) |       |                 |  |
| 1976. július 19. | három játékos 2      |       | három játékos 1 |  |

| 1976. július 20. | Mexikó (MEX)         | 4 – 7 | Szovjetunió (URS) |  |
| 1976. július 20. | (1–2, 1–1, 1–1, 1–3) |       |                   |  |
| 1976. július 20. | Fernández 3          |       | Romanchuk 3       |  |

7–12. helyért
| 1976. július 22. | Mexikó (MEX)         | 11 – 3 | Irán (IRI) |  |
| 1976. július 22. | (3–0, 2–1, 1–1, 5–1) |        |            |  |
| 1976. július 22. | Valencia 5           |        | Nassim 2   |  |

| 1976. július 23. | Mexikó (MEX)         | 3 – 4 | Szovjetunió (URS) |  |
| 1976. július 23. | (0–2, 1–1, 1–1, 1–0) |       |                   |  |
| 1976. július 23. | Fernández 2          |       | Dreval 2          |  |

| 1976. július 24. | Mexikó (MEX)         | 4 – 4 | Kuba (CUB)     |  |
| 1976. július 24. | (3–2, 1–0, 0–0, 0–2) |       |                |  |
| 1976. július 24. | Fernández 4          |       | G. Rodríguez 2 |  |

| 1976. július 26. | Mexikó (MEX)         | 4 – 4 | Ausztrália (AUS) |  |
| 1976. július 26. | (0–2, 2–1, 2–1, 0–0) |       |                  |  |
| 1976. július 26. | Valencia 2           |       | Turner 3         |  |

| 1976. július 27. | Kanada (CAN)         | 4 – 4 | Mexikó (MEX) |  |
| 1976. július 27. | (0–0, 2–0, 0–3, 2–1) |       |              |  |
| 1976. július 27. | négy játékos 1       |       | Valencia 2   |  |

| Csapat            | M | Gy | D | V | G+ | G– | Gk  | P |
| ----------------- | - | -- | - | - | -- | -- | --- | - |
| Kuba (CUB)        | 5 | 4  | 1 | 0 | 34 | 16 | +18 | 9 |
| Szovjetunió (URS) | 5 | 3  | 1 | 1 | 33 | 16 | +17 | 7 |
| Kanada (CAN)      | 5 | 2  | 2 | 1 | 27 | 21 | +6  | 6 |
| Mexikó (MEX)      | 5 | 1  | 3 | 1 | 26 | 19 | +7  | 5 |
| Ausztrália (AUS)  | 5 | 1  | 1 | 3 | 22 | 25 | –3  | 3 |
| Irán (IRI)        | 5 | 0  | 0 | 5 | 8  | 53 | –45 | 0 |

| Csapat       | Helyezés |
| ------------ | -------- |
| Mexikó (MEX) | 10.      |